# Die fürchterliche Furcht vor dem Fürchterlichen
Die fürchterliche Furcht vor dem Fürchterlichen (Originaltitel: A Fantastic Fear of Everything) ist ein britischer Film des Regisseurs Crispian Mills, der auch das Drehbuch schrieb und als Produzent fungierte. Die Co-Regie übernahm Chris Hopewell. Er basiert auf der Novelle Paranoia In The Launderette von Bruce Robinson.
Der Film lief am 8. Juni 2012 in den britischen und irischen Kinos an. In Deutschland erschien er am 4. Oktober 2012 auf DVD.

## Handlung
Der zurückgezogen lebende Kinderbuchautor Jack will sich als Kriminalautor versuchen. Dafür recherchiert er die Lebensläufe britischer Mörder aus vergangenen Jahrhunderten. Er verspricht sich davon Inspirationen für seine schriftstellerische Arbeit an seinem neuesten Werk „Decades of Death“. Der psychisch labile Schriftsteller wird jedoch durch seine Nachforschungen von starken Ängsten geplagt. Nach einer Anfrage für eine Verfilmung des Buches muss er jedoch seine Wohnung verlassen, um sich mit seiner Agentin zu treffen.

## Kritiken
Die Kritiken für den Film fielen überwiegend negativ aus.

„Regisseur Crispian Mills kann sich nicht entscheiden, wo die Akzente seiner Geschichte liegen sollen. Für eine Komödie hat sein Erstlingswerk viel zu wenig Humor, für einen Horrorfilm ist es nicht gruselig genug und für eine psychologische Charakterstudie fehlt es an Substanz.“

„Crispian Mills und Chris Hopewells “Die fürchterliche Furcht vor dem Fürchterlichen” ist leider einer jener Filme mit Simon Pegg die zu seinen schwächeren zählen. Die Geschichte ist gerade am Anfang überaus langatmig, der Humor nur bedingt witzig und zuweilen zu sehr auf britische Klischees geeicht, sodass nicht jeder Deutscher diese verstehen wird.“